# Epimetula tornalis
Epimetula tornalis är en fjärilsart som beskrevs av Sergius G. Kiriakoff 1965. Epimetula tornalis ingår i släktet Epimetula och familjen tandspinnare. Inga underarter finns listade i Catalogue of Life.